# Lieve lust
Lieve Lust is een Nederlandse komische dramaserie die in 2005 en 2006 door de televisiezender Talpa werd uitgezonden.
De serie is een relatiekomedie waarin het draait om het leven van een zestal dertigers in Amsterdam. De serie werd geregisseerd door Mark de Cloe en Ron Termaat. In de serie speelden onder anderen Jeroen Spitzenberger, Waldemar Torenstra en Katja Herbers.
Op 1 februari 2006 was de laatste aflevering te zien bij Talpa. Gemiddeld keken er zo'n 350.000 mensen per aflevering naar de serie. Vanaf mei 2008 werd de dertiendelige serie herhaald op RTL 5, maar wegens lage kijkcijfers werd de serie na een kleine twee maanden weer van het scherm gehaald.